# Mondaiji-tachi ga Isekai Kara Kuru Sou Desu yo?
Mondaiji-tachi ga Isekai Kara Kuru Sou Desu yo? (問題児たちが異世界から来るそうですよ? (яп.), Problem Children are Coming from Another World, Aren’t They? (англ.), Проблемные дети приходят из другого мира, верно? (рус.) — серия японских лайт-новел авторства Тацуноко Таро, а также манга и аниме по мотивам. Также известна под коротким названием Mondaiji (問題児).

## Сюжет
Идзаёи Сакамаки, Асука Кудо и Ё Касукабэ не обычные дети. Они дети, обладающие экстраординарными способностями. Талантами, чуждыми для нашего мира. Однажды, каждый из них получает по странному письму. И они чудесным образом попадают в другой мир, под названием Маленький Сад. Мир, населённый богами, демонами, мифическими животными, людьми и прочими разумными созданиями.
Первой кого они встретили, была девушка-кролик Куро Усаги. Она объяснила, что они попали сюда не случайно, что их призвали, чтобы предложить им принять участие в играх и испытаниях, в которых они смогут, наконец, в полной мере раскрыть свои особые способности, умения и ум.

## Мир «Маленького сада»
- Маленький сад — мир (вернее часть мира, а точнее город), где могущественные обладатели Даров могут наслаждаться жизнью. Маленький сад, разделён на семь уровней и все разделяющие их врата пронумерованы. Начиная с внешней стены, первыми идут седьмые врата, затем шестые и так далее, уменьшение номера сопровождается увеличением силы. Чем меньше номер, тем сильнее там обитатели.
- Дар — талант, экстраординарная способность.
- Игры даров — мероприятия, в которых обладатели Даров могут сразиться друг с другом. Победитель Игры даров получает приз, предоставляемый Хозяином.
- Свиток Гиасс — свиток контракта.
- Хозяин — организатор игры даров. Им может быть кто угодно. Существуют Игры, которые организуют божества, с целью испытать смертных. Также игры могут организовывать различные сообщества.
- «Организатор» — специальное право вовлечения в Игру даров, не требующее согласия игрока.
- «Главный судья»  — специальное право (которым обладают Лунные Кролики) — если кто-то с правом «Главный судья» судит Игру, никто не может нарушить правила Игры даров, вернее, нарушивший правила сразу же признается проигравшим.
- Демонические лорды — существа, обладающие огромной мощью и использующие её в своих коростных целях, обладающие правом под названием «Организатор» и злоупотребляющие им.
- Сообщество — термин, используемый для обозначения организаций, основанных неким числом индивидов. Их форма разниться среди разных видов. Люди обычно используют слова «Семья», «Организация» и «Страна», в то время как Мифические звери называют их «Орда». У каждого сообщества есть «Имя» и «Эмблема» (Бывают исключения).
- Имя — название сообщества.
- Эмблема — используется для обозначения территории Сообщества.
- Хозяева этажей — защитники Маленького сада. Их главной задачей является охрана земель Маленького сада; а также они организуют Игры; определяют возможность перехода Сообществ на более высокие уровни и прочее…
- «Божественность»  — обозначает не естественно рождённого бога, а Дар, который максимально улучшает тело.
- Астральные врата — позволяют перемещаться на большие расстояния и связывают отдалённые точки Маленького сада.

## Персонажи

### Главные герои
Идзаёи Сакамаки (яп. 逆廻 十六夜 Сакамаки Идзаёи) — сильнейший в мире старшеклассник. Его девиз: «Небеса не создали человека, который был бы сильнее меня». В его руках даже камень становится угрожающим оружием. Живёт по принципу: «Сильный должен сражаться только с сильным». Его дар был определён как «Неизвестный код». Начинает нравиться Куро Усаги (Чёрный кролик).
Сэйю: Синтаро Асанума
Асука Кудо (яп. 久遠 飛鳥 Кудо: Асука) — девушка из богатой семьи, призванная из Японии послевоенного времени. Обладает даром «Власть». Она ещё плохо контролирует свою способность, но у неё очень большой потенциал. Впоследствии обладательница легендарного оружия — красного гиганта по имени Дин.
Сэйю: Сара Эми Бридкатт
Ё Касукабэ (яп. 春日部 耀 Касукабэ Ё:) — молодая девушка, обладательница необычного медальона, который наделяет её даром «Древо генома». Этот дар позволяет ей разговаривать с животными и зверолюдьми. Её питомец трёхцветный кот Микэнэко.
Сэйю: Мэгуми Накадзима
Куро Усаги (Чёрный Кролик) (яп. 黒ウサギ Куро Усаги) — принадлежит к расе Лунных Кроликов. Происходит из древнего аристократического рода, что позволяет ей быть судьёй на Играх. Когда она испытывает сильные эмоции (смущение, гнев, печаль, радость и т. д.) цвет её волос меняется с голубого на розовый. Владеет редким оружием «Копье Индры».
Сэйю: Иори Номидзу

### Второстепенные персонажи
Сирояся (яп. 白夜叉  Сирояся) — небесный дух солнца и белой ночи, бывший демонический лорд Белой ночи. Выглядит как маленькая девочка в традиционном японском одеянии. Проявляет особую симпатию по отношении к Куро Усаги. Сирояся-сама, одна из лидеров сообщества «Тысячи глаз».
Джин Рассел (яп. ジン・ラッセル  Джин Рассеру) — одиннадцатилетний мальчик, лидер безымянного сообщества.
Лили (яп. リリ  Лили) — девочка-лисица из безымянного сообщества.
Пест (яп. ペスト Песто) — бывший демонический лорд. Является воплощение 80 миллионов злых (не упокоенных) духов — жертв Чёрной чумы.
Летиция (яп. レティシア・ドラクレア  Ретишия  Доракуреа) — бывший «Рыцарь Маленького сада», бывший демонический лорд, сейчас является обычным вампиром.
Сандора «Огненный дракон»  (яп. サンドラ＝ドルトレイク  Сандора Доруторэйку) — подруга Джина и Лили, новый лидер сообщества «Саламандра».
Аеша Игнис Фатус — девушка из сообщества «Блуждающий Огонёк». Была блуждающим духом до того, как её приютил лидер сообщества. Обладает способностью управлять природным газом. Вместе с легендарным монстром Джеком-фонарём сражалась против Ё в дуэле созидателей. Впоследствии они подружились.
Джек-фонарь — член сообщества «Блуждающий Огонёк». Он способен призывать адское пламя.

## Ранобэ

### Список томов

#### Часть 1: «Mondaijitachi ga Isekai Kara Kuru Sou Desu yo?»
| №  | Заглавие | Дата публикации      | ISBN                        |
| -- | --- | -------------------- | --------------------------- |
| 1  | Problem Children are coming from another world, aren't they? Yes! Black Rabbit called you! (問題児たちが異世界から来るそうですよ? YES! ウサギが呼びました!)                   | 31 марта 2011 года   | ISBN ISBN 978-4-04-474839-5 |
| 2  | Problem Children are coming from another world, aren't they? Oh dear, a Declaration of War by a Demon Lord? (問題児たちが異世界から来るそうですよ? あら、魔王襲来のお知らせ?) | 20 июня 2011 года    | ISBN ISBN 978-4-04-474848-7 |
| 3  | Problem Children are coming from another world, aren't they? I see...Dragon Summoning (問題児たちが異世界から来るそうですよ? そう……巨龍召喚)                                  | 29 октября 2011 года | ISBN ISBN 978-4-04-474854-8 |
| 4  | Problem Children are coming from another world, aren't they? Defeat the 13th Sun (問題児たちが異世界から来るそうですよ? 十三番目の太陽を撃て)                                 | 29 февраля 2012 года | ISBN ISBN 978-4-04-100182-0 |
| 5  | Problem Children are coming from another world, aren't they? Supreme Ruler of the Blue Waters Descends (問題児たちが異世界から来るそうですよ? 降臨、蒼海の覇者)               | 30 июня 2012 года    | ISBN ISBN 978-4-04-100357-2 |
| 6  | Problem Children are coming from another world, aren't they? Flag of the Ouroboros Alliance (問題児たちが異世界から来るそうですよ? ウロボロスの連盟旗)                        | 30 ноября 2012 года  | ISBN ISBN 978-4-04-100585-9 |
| 7  | Problem Children are coming from another world, aren't they? Setting Sun and Falling Moon (問題児たちが異世界から来るそうですよ? 落陽、そして墜月)                            | 1 апреля 2013 года   | ISBN ISBN 978-4-04-100759-4 |
| 8  | Problem Children are coming from another world, aren't they? Tyranny of the Three Headed Dragon (問題児たちが異世界から来るそうですよ? 暴虐の三頭龍)                          | 1 августа 2013 года  | ISBN ISBN 978-4-04-100936-9 |
| 9  | Problem Children are coming from another world, aren't they? Yes! Everyday Life in Little Garden! (問題児たちが異世界から来るそうですよ? YES! 箱庭の日常ですっ!)              | 1 ноября 2013 года   | ISBN ISBN 978-4-04-101060-0 |
| 10 | Problem Children are coming from another world, aren't they? Then, Rabbit Heads Towards Purgatory (問題児たちが異世界から来るそうですよ? そして、兎は煉獄へ)                  | 1 апреля 2014 года   | ISBN ISBN 978-4-04-101295-6 |
| 11 | Problem Children are coming from another world, aren't they? Strike, Faster Than Starlight! (問題児たちが異世界から来るそうですよ? 撃て、星の光より速く！)                    | 1 августа 2014 года  | ISBN ISBN 978-4-04-102006-7 |
| 12 | Problem Children are coming from another world, aren't they? It's War God's Career Consultation! (問題児たちが異世界から来るそうですよ? 軍神の進路相談です！)                 | 1 апреля 2015 года   | ISBN ISBN 978-4-04-102007-4 |

#### Часть 2: «Last Embryo»
| № | Заглавие                                                                           | Дата публикации     | ISBN                        |
| - | ---------------------------------------------------------------------------------- | ------------------- | --------------------------- |
| 1 | Last Embryo (1) Return of the Problem Child (ラストエンブリオ (1) 問題児の帰還)    | 1 июня 2015 года    | ISBN ISBN 978-4-04-103061-5 |
| 2 | Last Embryo (2) Second Coming of Avatara (ラストエンブリオ 2 - 再臨のアヴァターラ) | 28 ноября 2015 года | ISBN ISBN 978-4-04-103093-6 |
| 3 | Last Embryo (3) Berserk, Fairy Express (ラストエンブリオ 3 - 暴走、精霊列車!)      | 1 июня 2016 года    | ISBN ISBN 978-4-04-103955-7 |

## Манга

### «Mondaiji-tach ga isekai kara kuru sou desu yo?»
Данная манга охватывает события, происходящие в 1 и 2 томе одноимённой лайт-новелы
| Том | Дата публикации в Японии | ISBN                   |
| --- | ------------------------ | ---------------------- |
| 1   | 6 декабря 2012           | ISBN 978-4-04-120524-2 |
| 2   | 7 марта 2013             | ISBN 978-4-04-120632-4 |
| 3   | 21 августа 2013          | ISBN 978-4-04-120833-5 |
| 4   | 26 февраля 2014          | ISBN 978-4-04-120947-9 |

### «Mondaiji-tachi ga isekai kara kuru sou desu yo? Z»
Первые 2 тома данной манги охватывают события, происходящие после 2-го тома одноимённой лайт-новелы, третий том — события происходящие после 5-го тома лайт-новелы.
| Том | Дата публикациив Японии | ISBN                |
| --- | ----------------------- | ------------------- |
| 1   | 7 января 2013           | ISBN 978-4047128484 |
| 2   | 9 мая 2013              | ISBN 978-4041206324 |
| 3   | 9 января 2014           | ISBN 978-4047129931 |

## Аниме-сериал
«Mondaiji-tach ga isekai kara kuru sou desu yo?» — аниме адаптация одноимённой лайт-новелы Состоящая из 10 основных эпизодов, и одного дополнительного OVA эпизода

### Список серий аниме
| № серии | Заглавие | Трансляция в Японии |
| ------- | --- | ------------------- |
| 1       | The Problem Children Have Arrived at Little Garden, Haven’t They? (問題児たちが箱庭にやって来たようですよ？)                                   | 11 января 2013      |
| 2       | Seems Like a Crazy Loli Clad in Japanese Clothing? (和装ロリはいろいろブっ飛んだお方のようですよ？)                                            | 18 января 2013      |
| 3       | Sounds Like We’re Doing All Sorts of Stuff in the Bath Together? (お風呂であんなコトやこんなコトだそうですよ？)                                | 25 января 2013      |
| 4       | It Seems Some Pervert Is After Black Rabbit? (黒ウサギがエロイヤらしい奴に狙われたようですよ？)                                                | 2 февраля 2013      |
| 5       | The Oath Seems To Be Beyond The Stars (誓いは星の彼方にだそうですよ？)                                                                         | 9 февраля 2013      |
| 6       | Looks Like the Problem Children Are Participating in a Festival? (問題児たちがお祭り騒ぎに参加するようですよ？)                                | 16 февраля 2013     |
| 7       | Someone Might Get All Kissy with Asuka in the Dark? (暗闇で飛鳥がチューチューされちゃうそうですよ？)                                           | 23 февраля 2013     |
| 8       | It Seems That a Great Disaster Will Come With the Playing of a Flute? (黒い凶事は笛の音と共に来るそうですよ？)                                 | 2 марта 2013        |
| 9       | It Seems That the Smell of Death That Brings About Disaster Is Growing Throughout the Town? (災禍をもたらす死の香りが街にはびこるようですよ？) | 9 марта 2013        |
| 10      | It Seems That the Problem Children Prove Who`s on Top! (問題児たちが白黒はっきりさせるようですよ)                                              | 16 марта 2013       |
| OVA     | Problem Children are Coming from Another World, Aren’t They? ~Hot Springs Rift Symbol~ (問題児たちが異世界から来るそうですよ？〜温泉漫遊記〜)  | 20 июля 2013        |